# Dolmen de la Pierre Levée (Liniez)

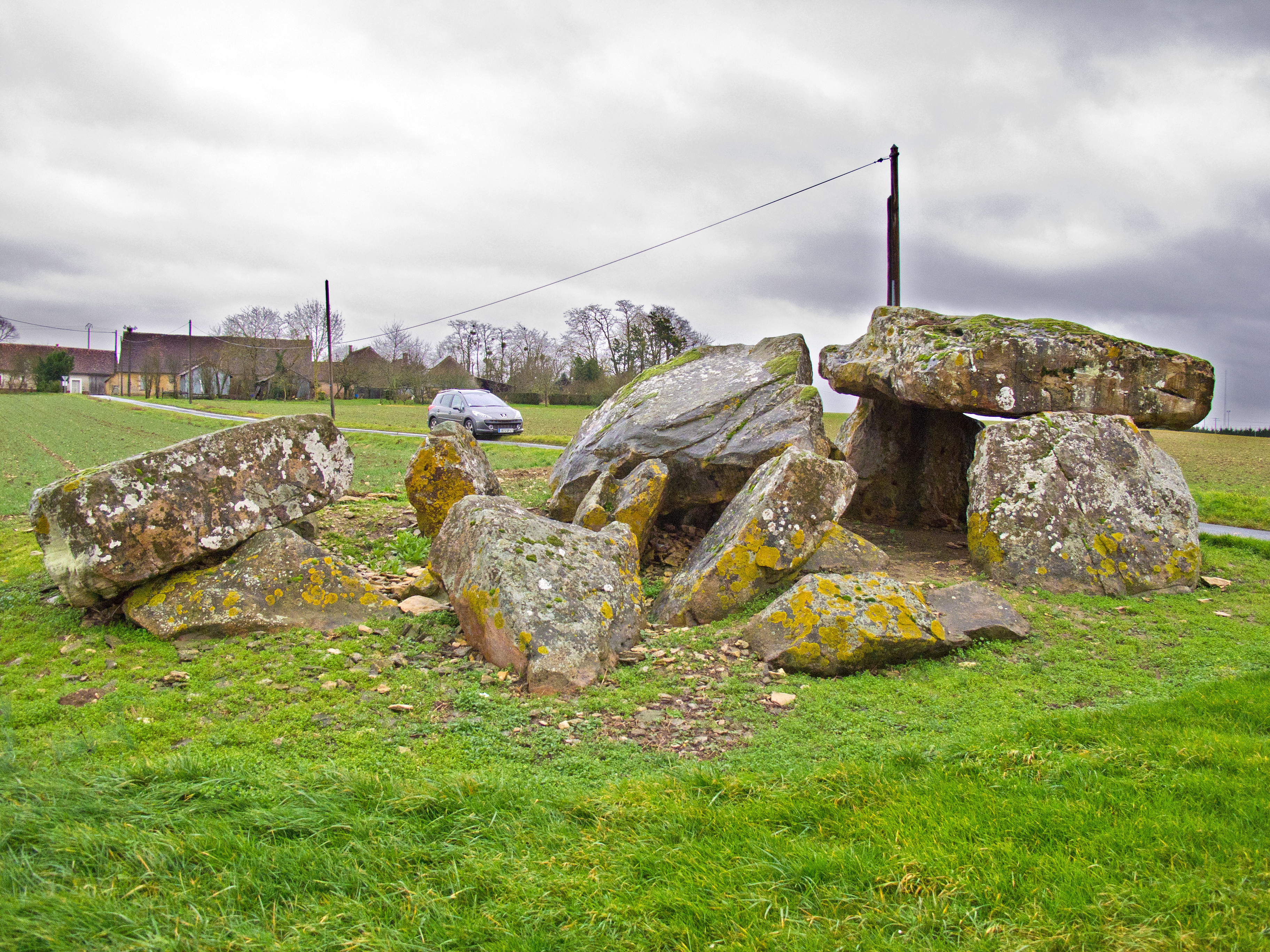
Pierre Levée

Der Dolmen de la Pierre Levée (deutsch Der angehobene Felsen), auch Allée couverte de la Pierre Levée genannt, ist eine der größten neolithischen Megalithanlagen im Berry und die größte im Département Indre in Frankreich. Er befindet sich beim Dorf Liniez, rund 400 m nördlich des Ortsausgangs am Rand eines Ackers etwa 25 m östlich der Straße D 926 nach Vatan und ist Privatbesitz des Grundeigentümers.
Dolmen ist in Frankreich der Oberbegriff für neolithische Megalithanlagen aller Art (siehe: Französische Nomenklatur). Der Dolmen ist seit 1927 als Monument historique registriert und geschützt.

## Beschreibung

Dolmen de la Pierre Levée
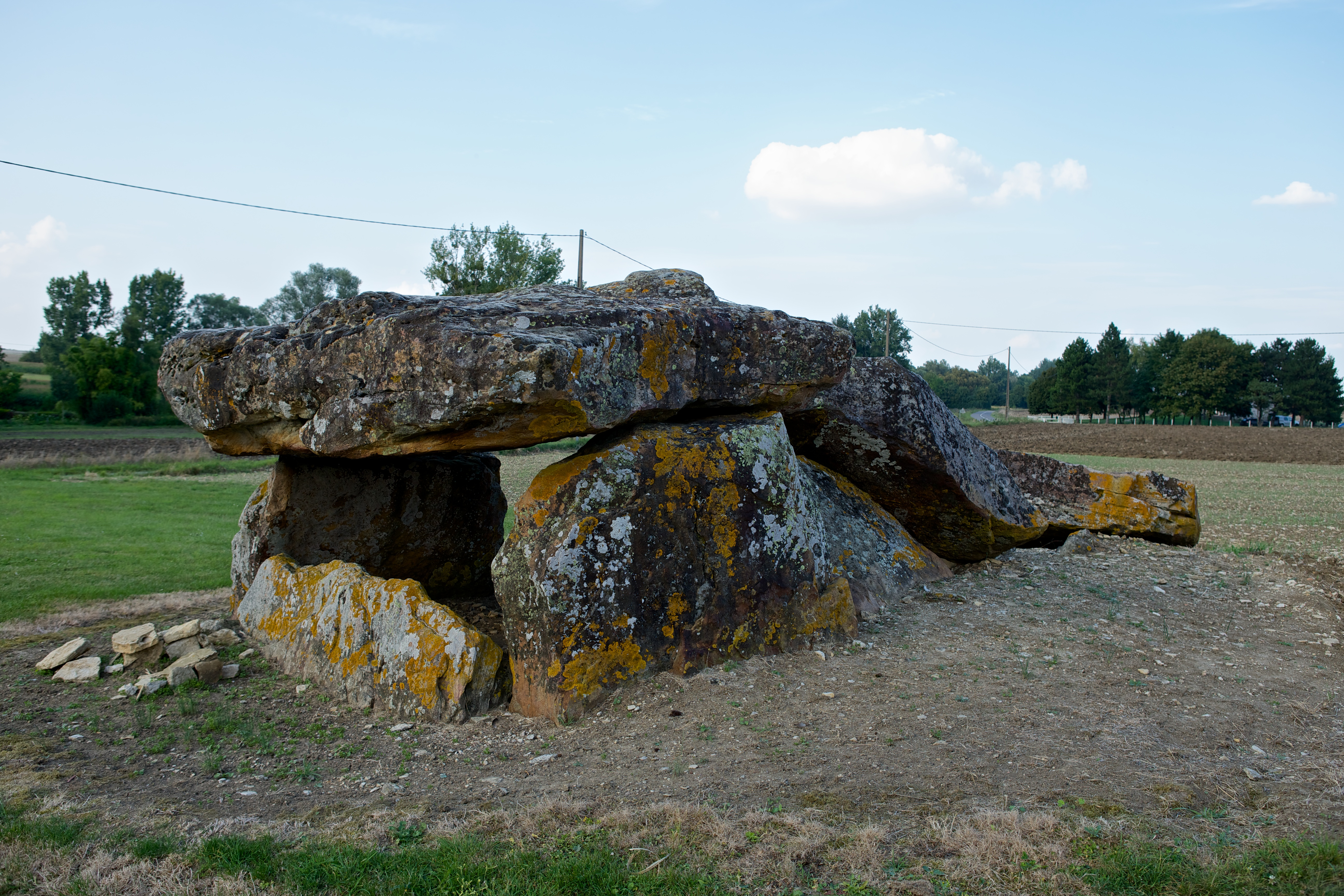
Ansicht von Nordwesten
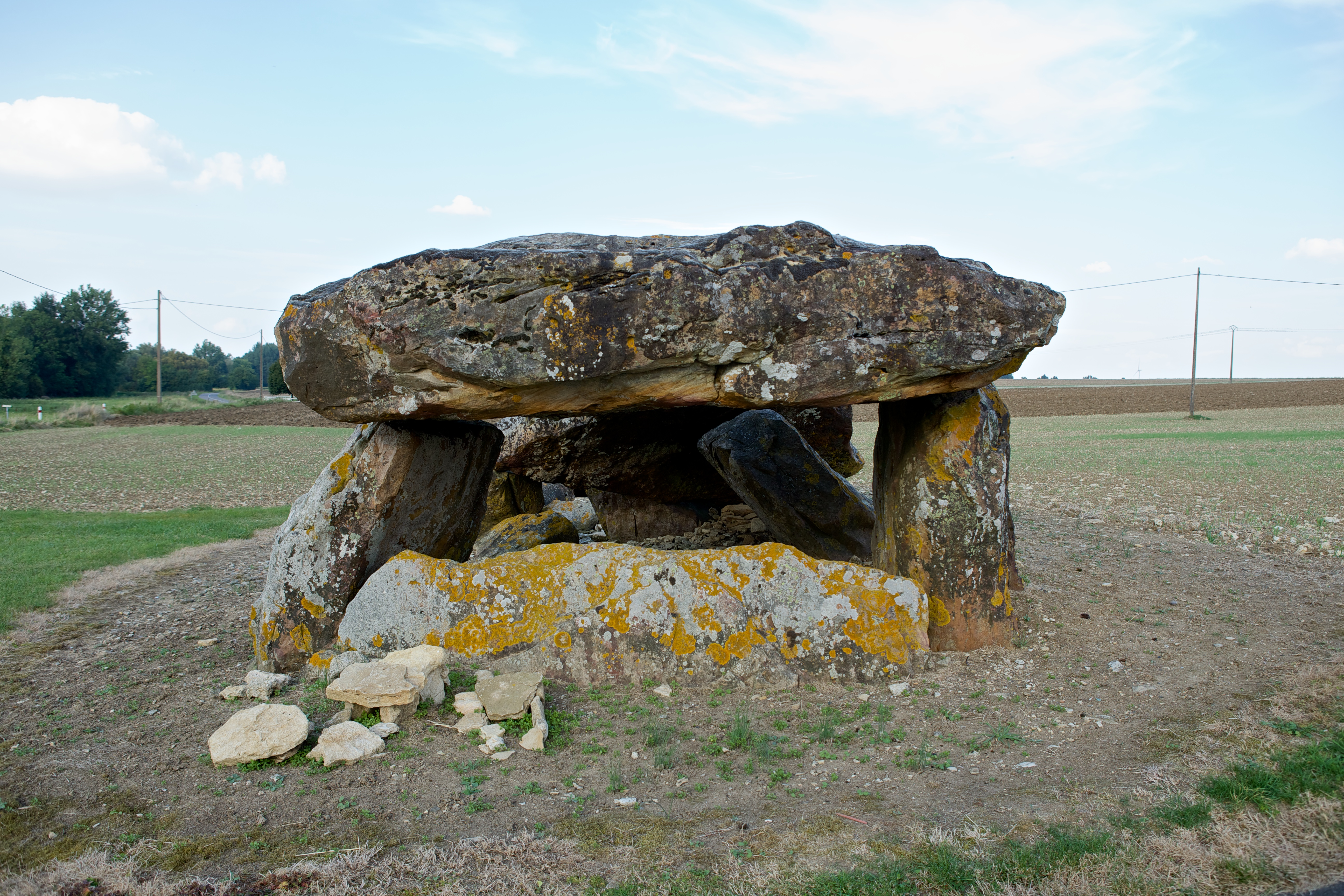
Ansicht von Westen
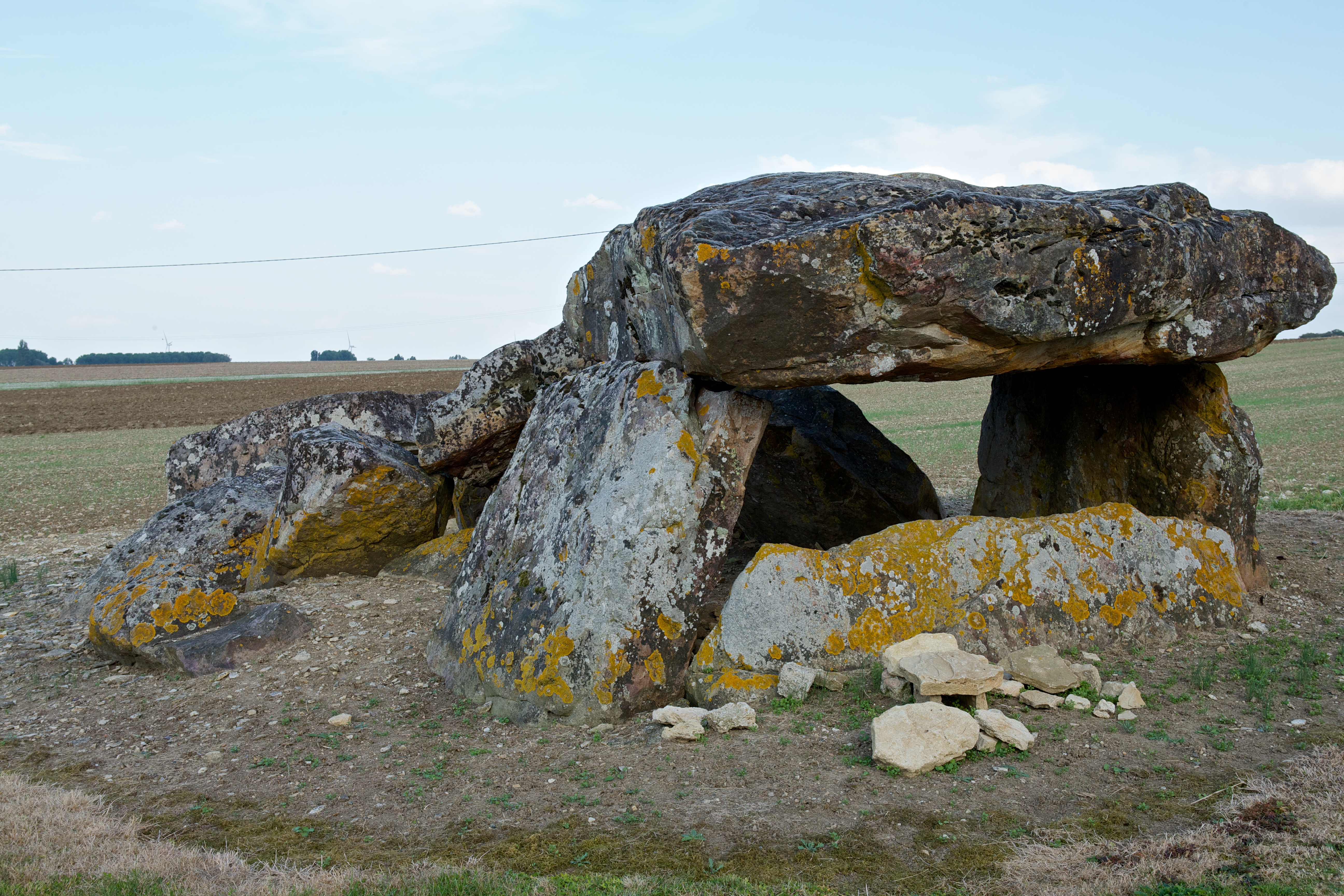
Ansicht von Südwesten
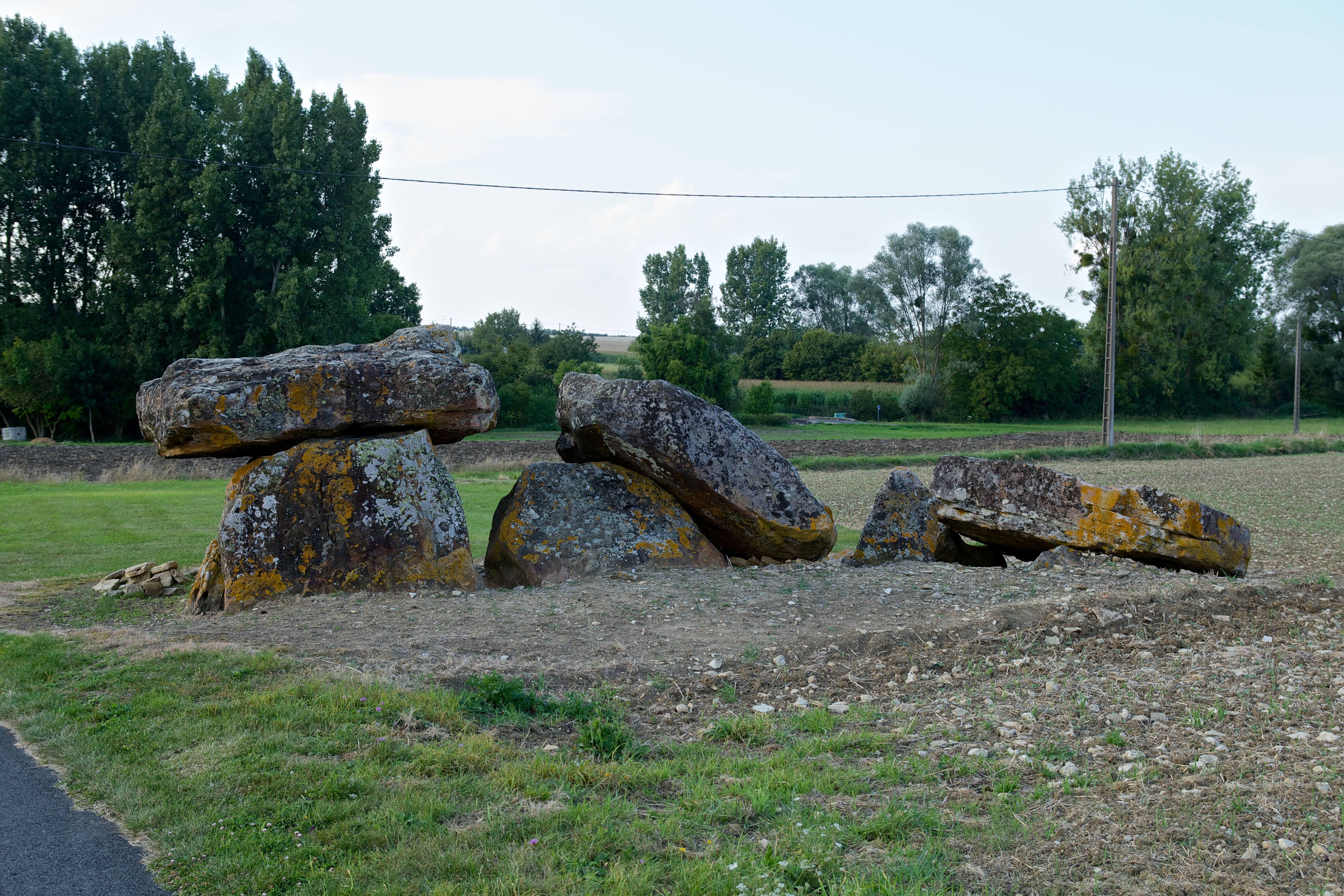
Ansicht von Norden

Der grob von Ost-West-orientierte Dolmen ist etwa 10,0 m lang und bis zu 5,7 m breit und hat eine langgestreckte, sich oben verengenden Kammer. Er besteht prinzipiell aus drei Teilen, dem Zugang im Osten, einer Vorkammer und der eigentlichen Kammer, dem am besten erhaltenen Teil der Anlage. Sie war einst wahrscheinlich mit vier Decksteinen gedeckt, von denen noch drei in verschiedenen Stellungen vorhanden sind. Einer am hinteren Ende, noch waagerecht auf den Tragsteinen, einer in Schräglage verstürzt (in der Mitte) und einer flach auf dem Boden liegend am vorderen Ende. Eine Anzahl Tragsteine sind noch vorhanden, ebenso der rückseitige Endstein und es gibt Anzeichen einer Trennwand im Inneren, wobei es sich auch um die Reste eines zerbrochenen Decksteins handeln kann. Die verschiedenen Platten und Tragsteine haben eine durchschnittliche Dicke von 60 cm.
Die Kammer besteht aus einer 3,0 m langen und bis zu 2,2 m breiten, grob rechteckigen Deckplatte, die auf zwei Tragsteinen mit einer durchschnittlichen Höhe von 1,6 m ruht. Der die Grabkammer im Westen abschließende senkrechte, 2,6 m lange Stein ragt nur etwa 80 cm aus dem Boden, sodass sich zwischen ihm und der Deckplatte ein etwa 80 cm hohes „Fenster“ öffnet. Der Rest des Dolmens ist teilweise zusammengebrochen. Im Osten, an der Eingangsseite, ruht die Deckplatte auf zwei Tragsteinen. Diese Platte ist etwa 3,7 m breit und 2,0 m lang. Zwischen Vorraum und Kammer befinden sich weitere Steine, von denen einige umgestürzt sind. In diesem Bereich befindet sich eine weitere 2,0 m breit und 3,5 m lange Deckenplatte. Diese Platte ist von ihren nördlichen Tragsteinen gerutscht und dabei zerbrochen. Die Anordnung der verbliebenen Orthostaten und Deckplatten deutet darauf hin, dass einst mindestens eine weitere Deckplatte im Bereich der Vorkammer vorhanden war.
Der Dolmen wurde 1875 und 1876 von Ludovic Martinet ausgegraben. Dabei fand er das Innere mit Gegenständen angefüllt, die auf eine langzeitige Wohnraumnutzung in verschiedenen Perioden deuteten. In der hinteren Kammer fand Martinet in 1,3 m Tiefe eine Pflasterung aus flachen Steinen und darauf, entlang den Wänden und bedeckt mit flachen Steinen, diverse Knochen von fünf Menschen, darunter eine 25-jährige Frau, ein sehr alter Mann und ein etwa 40 Jahre alter Mann. Der Schädel des Letzteren war entweder durch eine Bohrung oder einen heftigen Schlag beschädigt. Es wurden kleinere Platten gefunden, die vielleicht zu einer Trennwand gehörten.
Martinet fand auch Hinweise auf die Existenz eines einstigen Grabhügels, der allerdings nahezu vollkommen verschwunden war. Der Dolmen mit seiner vollständig obererdigen Steinstruktur war von einem Geröll- und Erdhügel bedeckt, um die Steinstruktur zu stabilisieren.

## Benachbarter Tumulus
Knapp 1,5 km weiter nördlich ist auf der Karte des IGN links der Straße D 926 nördlich der Teiche und unmittelbar nördlich des Wegs nach „Les Michots“ ein tumulus elliptique („elliptischer Tumulus“) verzeichnet. Ob sich darunter ein Dolmen verbirgt, ist unbekannt.